# Pierre Pénicaud

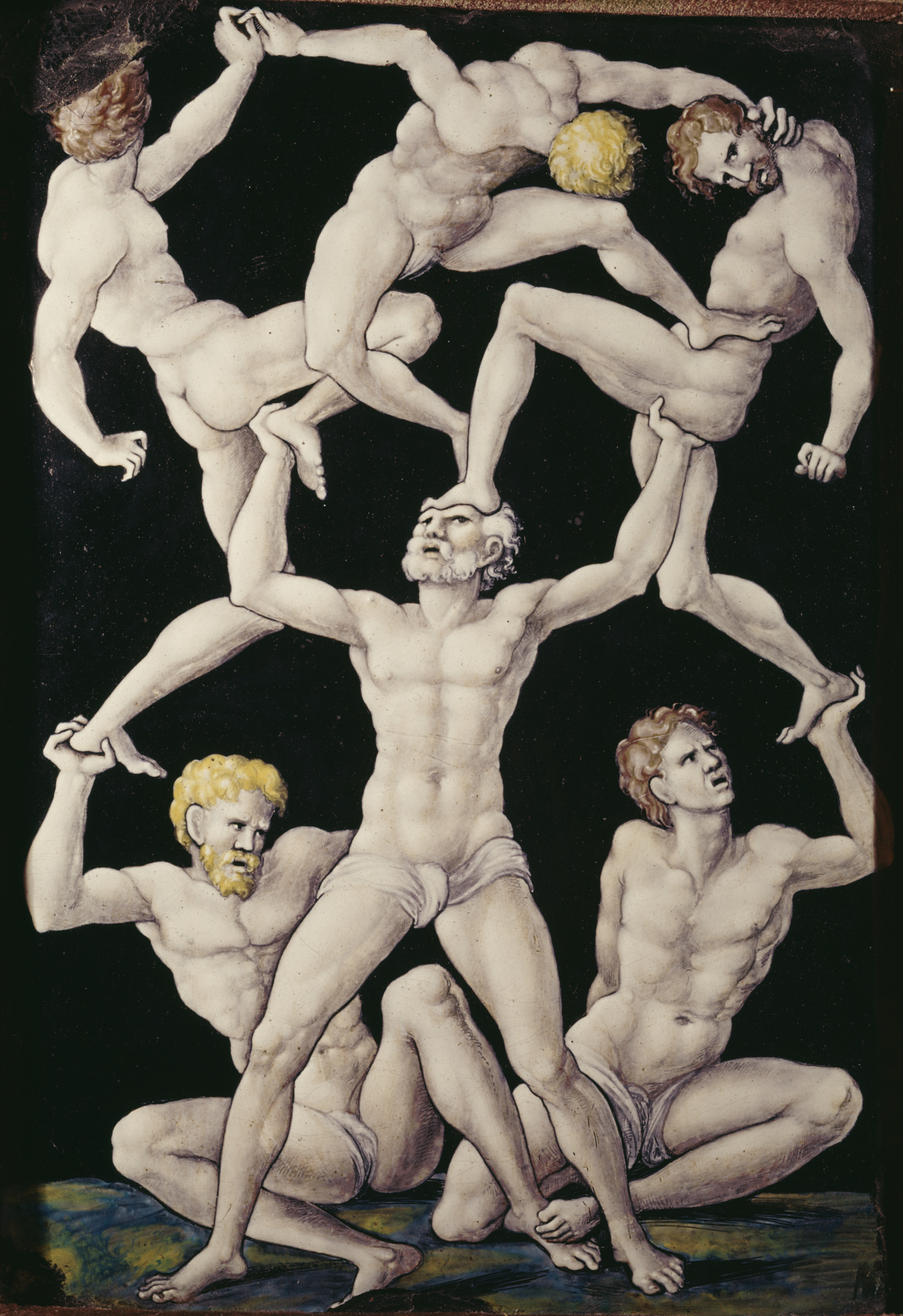
Pierre Pénicaud, Placca con gli acrobati, Walters Art Museum (Baltimora)

Pierre Pénicaud (Limoges, 1515 circa – Limoges, 1590 circa) è stato un pittore specializzato nella pittura a smalto, che ha dipinto su rame dorato, tecnica tipica della scuola di Limoges nel periodo del Manierismo, francese.

## Biografia
Pierre Pénicaud apparteneva ad una famiglia di Limoges che ha dato eccellenti pittori su smalto. Suo padre era Nardon (ante 1470-1542 o 1543) e suo fratello era Jean Pénicaud I (circa 1490-post 1543). Gli smalti di Pierre erano lavorati in grisaille, cioè in monocromia, su un fondo nero oppure blu e, a volte, erano illuminati con piccoli rialzi di colore. Artista attento alle proporzioni del corpo umano, nella placca a smalto con Gli acrobati, dimostra un raro senso delle proporzioni. Esalta i corpi muscolosi degli acrobati entro uno schema geometrico nitido e rigoroso.
Nella placca con Le tre Grazie ripete il gusto della grisaille e il richiamo all'arte classica. S'ispirò alle opere di Juste de Juste – uno scultore e incisore francese manierista, noto anche come Guisti Betti (1505 -1559) – che lavorò al castello di Fontainebleau e di cui è nota una incisione dal titolo Piramide umana.

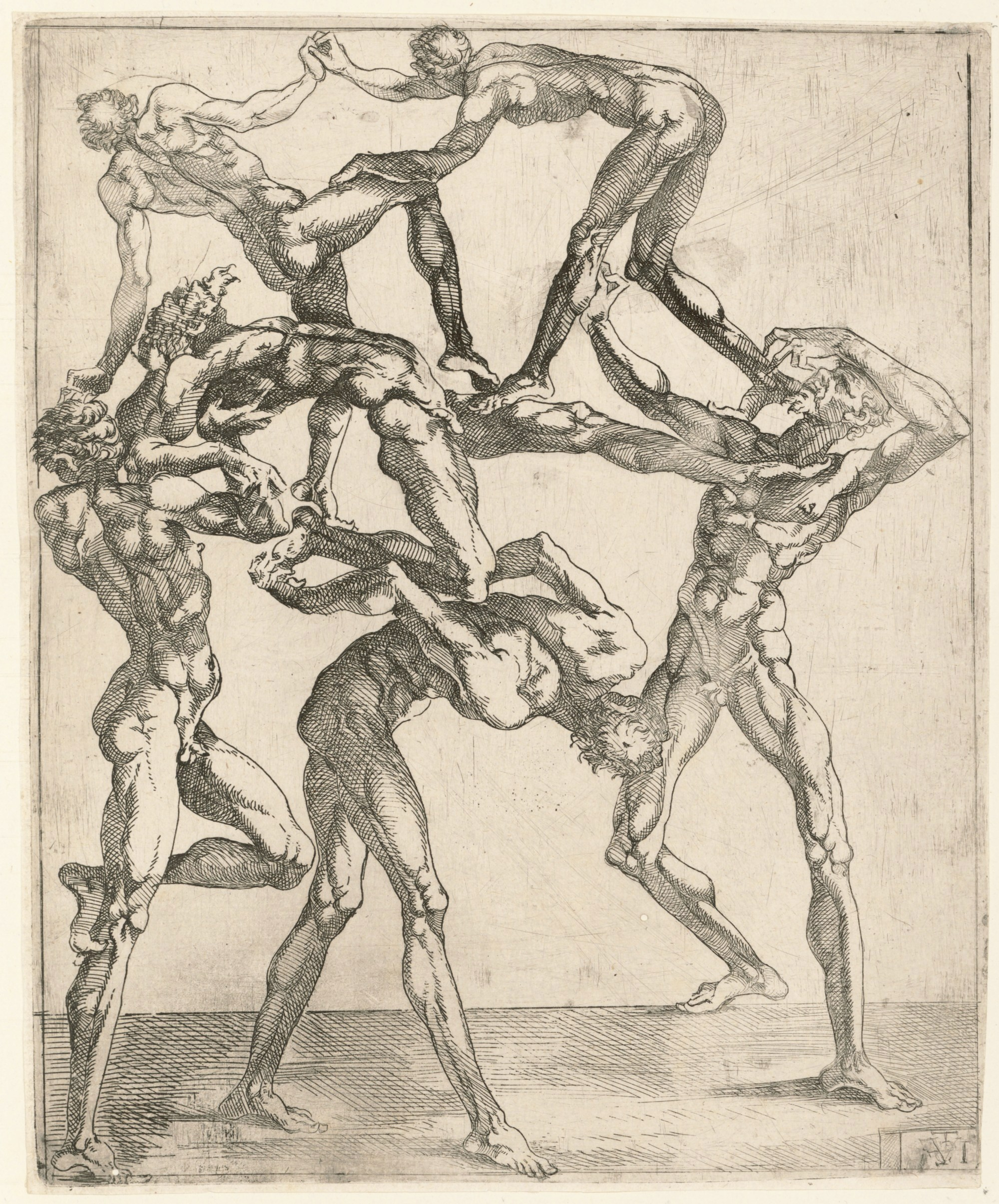
Juste de Juste, Piramide umana, 1543

Al Museo del Bargello si conserva una sua placca con Resurrezione di Cristo.